# Calothamnus chrysanthereus
Calothamnus chrysanthereus är en myrtenväxtart som beskrevs av Ferdinand von Mueller. Calothamnus chrysanthereus ingår i släktet Calothamnus och familjen myrtenväxter. Inga underarter finns listade i Catalogue of Life.